# Microspathodon
Microspathodon là một chi cá biển thuộc phân họ Microspathodontinae nằm trong họ Cá thia. Những loài trong chi này được tìm thấy ở Đông Thái Bình Dương và Đại Tây Dương.

## Từ nguyên
Từ định danh được ghép bởi 3 âm tiết trong tiếng Hy Lạp cổ đại: micro (mikrós, "nhỏ"), spatha (spáthē, "phiến đá/gỗ/kim loại lớn") và odus (odoús, "răng"), không rõ hàm ý, có lẽ đề cập đến những chiếc răng nhỏ giống như cái đục của M. chrysurus.

## Các loài
Có 4 loài được công nhận trong chi này, bao gồm:
- Microspathodon bairdii (Gill, 1862)
- Microspathodon chrysurus (Cuvier, 1830)
- Microspathodon dorsalis (Gill, 1862)
- Microspathodon frontatus Emery, 1970

## Tham khảo

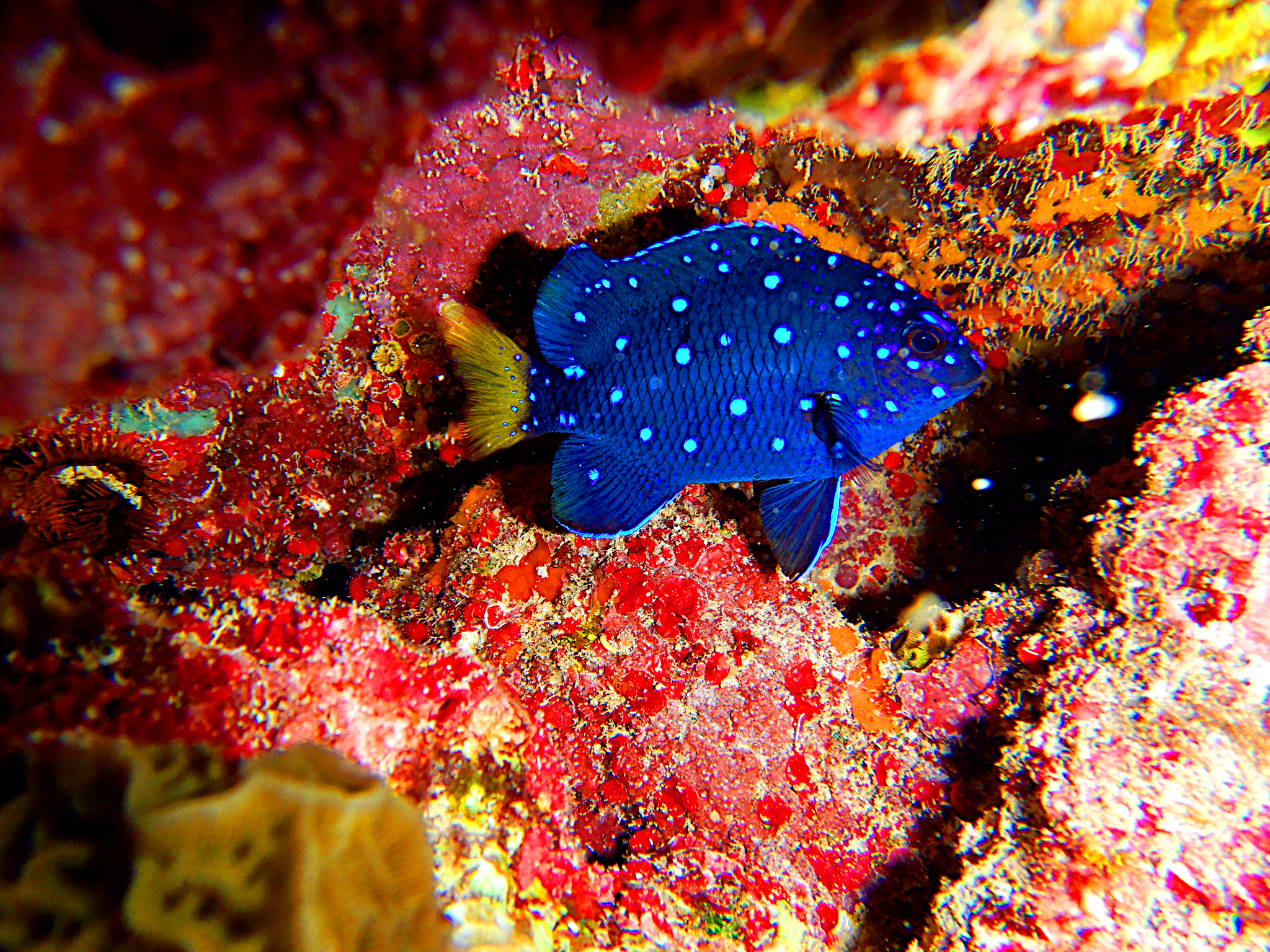
Cá con M. chrysurus